# Терпак Михайло Іванович
Михайло Іванович Терпак (нар. 16 травня 1956, с. Доброводи, Україна) — український журналіст.

## Життєпис
Михайло Терпак народився 16 травня 1956 року у селі Доброводи Монастириського району, нині Чортківського району Тернопільської области України.
Закінчив факультет журналістики Львівського університету (1978, нині національний). Відтоді працює у редакції бучацької районної газети «Перемога» (нині «Нова доба»): кореспондент, відповідальний секретар, нині заступник редактора.
Співавтор видання «Береги свободи слова. Історія сучасної Бучаччини в репортажах, інтерв’ю, статтях».

## Нагороди та відзнаки
- Золота медаль української журналістики (2012)
- Тернопільська обласна премія імені Володимира Здоровеги (2011)[3]